# Menemen (plat)

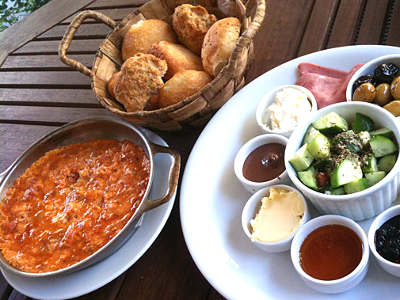
Esmorzar turc amb menemen (ezquerra).

Menemen és un plat d'ou tradicional turc, que inclou ous, ceba, tomàquet, pebrots verds, i espècies com pebre negre molt, pebre vermell molt, sal i orenga. S'hi poden afegir beyaz peynir (formatge blanc turc) i productes de xarcuteria turcs com sucuk o pastırma, encara que això s'allunya de la recepta tradicional. Es cuina amb oli d'oliva o oli de gira-sol. El plat és similar a shakshuka, però els ous estan sempre remenats.
El menemen es menja comunament per esmorzar i se serveix amb pa.
L'addició de ceba és sobretot quan el menemen no es menja en l'esmorzar, sinó com a plat principal.
Les cebes són saltejades amb la mantega o oli calent, a continuació, els pebrots verds. Una vegada que les cebes estiguin suaus i de color més clar, s'afegeixen els tomàquets i els pebrots. Els tomàquets han de ser molt suaus i també han de canviar el color. Finalment s'afegeixen els ous i espècies, barrejat amb els altres ingredients i cuinat. Els ous han de ser completament cuinats, però no secs.
Als restaurants, el menemen se sol cuinar a l'ordre i se serveix en les cassoles de coure, amb dues nanses, d'una sola porció, denominades "sahan", en les quals s'han cuinat.